# 羊與鋼之森
《羊與鋼之森》是日本作家宮下奈都所著的小說，2015年9月經文藝春秋出版。第13屆（2016年）書店大獎得獎作品。截至2017年2月，累積發行量超過50萬本。
改編電影於2018年6月8日上映，橋本光二郎執導，山崎賢人主演。

## 電影
改編電影於2018年6月8日上映，橋本光二郎執導，山崎賢人主演。拍攝工作主要於2017年3月中旬在北海道旭川進行，夏季部份於同年6月進行。
上白石萌音、萌歌兩姊妹初次在同一影視作品中同台演出。

### 演員列表
- 外村直樹：山崎賢人
- 柳伸二：鈴木亮平
- 佐倉和音：上白石萌音
- 佐倉由仁：上白石萌歌
- ：堀内敬子
- 濱野繪里：仲里依紗
- 上條真人：城田優
- 南隆志：森永悠希
- 外村雅樹：佐野勇斗
- 秋野匡史：光石研
- ：吉行和子
- 板鳥宗一郎：三浦友和

## 外部連結
- 小說特設網站（日語）
- 電影官方網站存檔（日語）